# Kadarpiku
Kadarpiku is een plaats in de Estlandse gemeente Lääne-Nigula, provincie Läänemaa. De plaats heeft de status van dorp (Estisch: küla).
Tot in oktober 2013 viel Kadarpiku onder de gemeente Taebla. In die maand werd Taebla bij de fusiegemeente Lääne-Nigula gevoegd.
In Kadarpiku woonde van 1932 tot zijn dood de schilder Ants Laikmaa (1866-1942). Zijn huis is als museum ingericht.

## Bevolking
Het dorp had 37 inwoners op 31 december 2011 en 47 inwoners op 31 december 2021.